# Dottie
Dottie es una novela de ficción histórica publicada en Reino Unido en 1990 por el escritor británico nacido en Zanzíbar (Tanzania) y ganador del Premio Nobel, Abdulrazak Gurnah. Es la tercera novela de Gurnah y fue publicada por primera vez por Jonathan Cape en el Reino Unido.
A diferencia de la mayoría de los protagonistas de las novelas de Gurnah, la homónima Dottie Badoura Fatma Balfour, que nació en Leeds, Inglaterra, no es de Zanzibar. Dottie nació y creció en la pobreza, en una familia de «orígenes ambiguamente mixtos». La novela describe su lucha por ser madre de su hermano y hermana después de la muerte de su propia madre.
Dottie alude a las obras de Charles Dickens, particularmente a David Copperfield y Grandes esperanzas.